# Alan & Denise
Alan & Denise was een Brits vocaal pop duo. Het werd gevormd door Alan Whittle en zijn vrouw Denise.
In april 1983 noteerden zij middelgroot succes in de Duitse hitparade met de single Rummenigge, een hulde aan de Duitse voetbalspeler Karl-Heinz Rummenigge en zijn sexy knieën. Rummenigge, die voor FC Bayern München speelde, was op dat ogenblik op de hoogtepunt van zijn carrière.
Hun tweede single Beckenbauer, Beckenbauer was niet succesvol.

## Singles
| xx-4-1983 | Rummenigge | 43 |